# Klaus Riedle
Klaus Riedle, född 12 augusti 1941 i Innsbruck, är en tysk kraftverksingenjör och universitetsprofessor som har bidragit till utvecklingen av mer effektiva gasturbiner för elkraftgenerering.

## Karriär
Riedle tog examen vid Münchens tekniska universitet 1964. Efter två år som gästande assistant professor vid Carnegie Mellon University tog han 1971 anställning hos Siemens med kärnreaktorsäkerhet som specialitet. I mitten av 1980-talet ändrade Riedle inriktning till att arbeta med kraftverk drivna av fossila bränslen. Han avancerade till chef för Siemens gasturbindivision och pensionerades från den posten 2006. Riedle arbetade 2010 fortfarande för Siemens, då med att leda bolagets forskningsavdelning för högtemperaturturbiner. Hans förhållningssätt till forskning och utveckling har beskrivits som präglat av tålamod och förmåga att dela upp förbättringar av komplexa system i separata deluppgifter. Detta i kombination med kontinuerlig uppsikt över den samlade inverkan på effektivitet och driftsäkerhet.
Sedan 1986 är Riedle verksam vid institutet för teknisk termodynamik vid universitetet i Erlangen-Nürnberg med titeln Honorarprofessor (professor utan fast lön), där han undervisar i bland annat termodynamik och kraftöverföring. Fram till 2015 satt han även i styrelsen för energi- och miljöavdelningen inom Verein Deutscher Ingenieure.
2005 tilldelades Riedle tillsammans med den ryske forskaren Zjores Alfjorov utmärkelsen Global Energy Prize för sitt arbete med att utveckla högtemperaturgasturbiner med förbättrad verkningsgrad och kapacitet.